# Histoire de Pittsburgh
 (mai 2018).

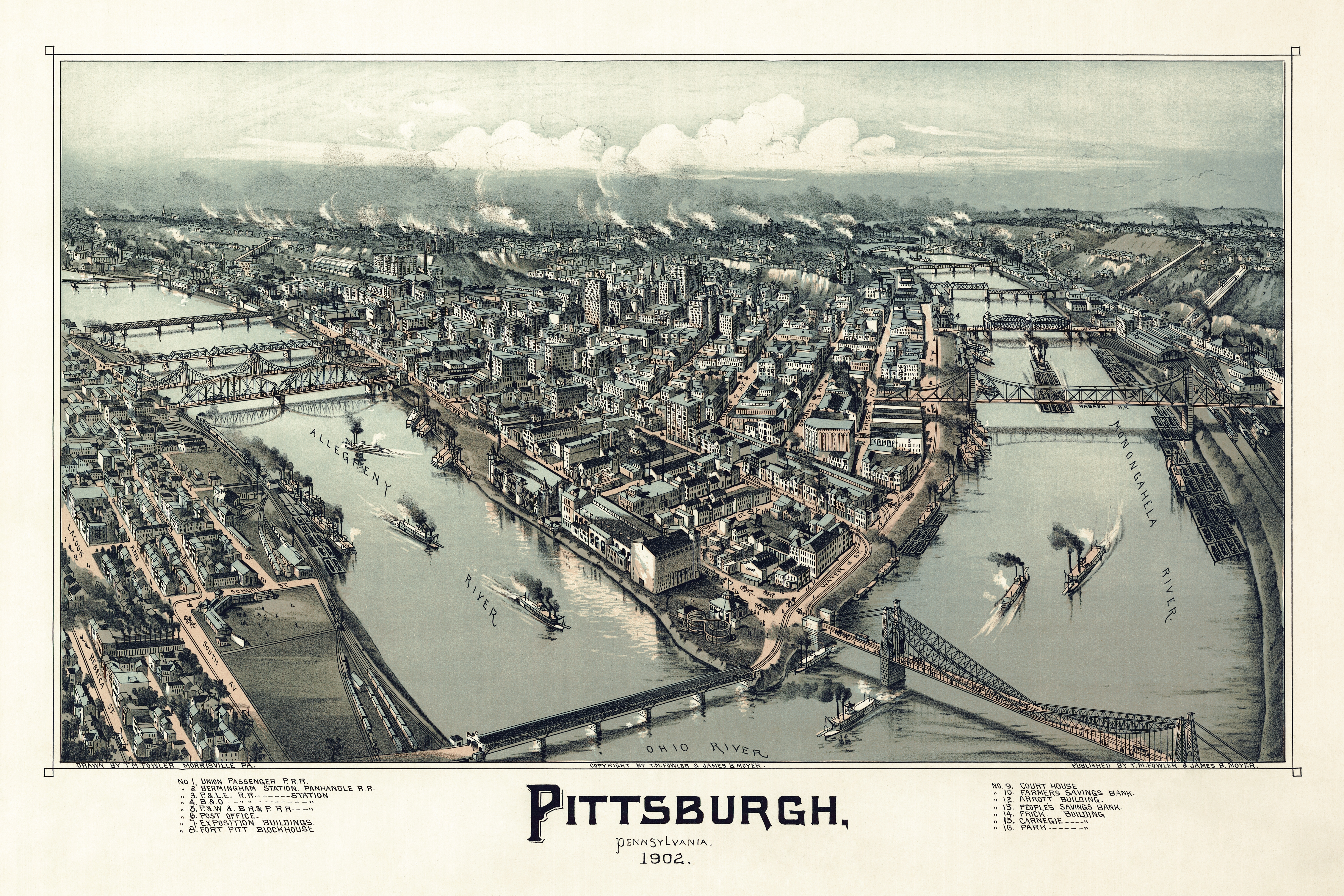
Pittsburgh en 1902. Lithographie par Thaddeus Mortimer Fowler.

L'histoire de Pittsburgh connue commence il y a plusieurs siècles avec la présence de la civilisation amérindienne dans la région de moderne de Pittsburgh, en Pennsylvanie, aux États-Unis. Par la suite, Français et Britanniques explorent cette région stratégique où les rivières Allegheny et Monongahela se réunissent pour former l'Ohio. Elle devient un champ de bataille où la France et la Grande-Bretagne se battent pour son contrôle dans les années 1750.
Après la Révolution américaine, le village autour de Fort Pitt continue de croître. La région voit la courte révolte du Whisky, lorsque les agriculteurs se révoltent contre les taxes fédérales sur le whisky. 

## XIXesiècle
La guerre anglo-américaine de 1812 coupe l'approvisionnement en marchandises britanniques, stimulant du coup la fabrication de marchandises américaines. En 1815, Pittsburgh produit de grandes quantités de fer, de laiton, d'étain et des produits en verre. Dans les années 1840, Pittsburgh devient l'une des plus grandes villes à l'ouest des monts Allegheny. La production d'acier commence en 1875. Son expansion sera très rapide et stimule l'activité minière, comme avec le Gisement de fer de Gogebic Range qui monte en puissance à partir de 1884 et permet l'expansion des mines de fer autour de l'Ouest du Lac Supérieur, vers les Etats proches du Wisconsin et du Minnesota.

## XXesiècle
En 1911, Pittsburgh produit l'acier de la moitié des États-Unis. La ville est un bastion du parti républicain jusqu'en 1932, moment où l'envolée du chômage de la Grande Dépression, les programmes du New Deal et la montée de puissants syndicats dans les années 1930 transforme la ville en une « forteresse libérale » de la coalition du New Deal (en) avec de puissants maires démocrates. Pendant la Seconde Guerre mondiale, Pittsburgh est le centre de l'arsenal de la démocratie et avec la production de munitions pour l'effort de guerre des Alliés, la prospérité revient.
Après la Seconde Guerre mondiale, Pittsburgh lance un projet de revitalisation connu sous le nom « Renaissance ». La base industrielle continue de croître dans les années 1960, mais après 1970 la concurrence étrangère conduit à l'effondrement de l'industrie de l'acier, avec des licenciements massifs et des fermetures d'usines. Les sièges sociaux d'entreprises quittent la ville dans les années 1980 et en 2007, la ville perd son statut de plaque tournante du transport. La population de la région métropolitaine de Pittsburgh (en) se maintient à 2,4 millions d'habitants.